# Малышев, Александр Георгиевич
Алекса́ндр Гео́ргиевич Ма́лышев (1 мая 1919, Кузьмино, Ярославская губерния — 4 июня 1991) — заведующий Медягинской молочно-товарной фермой колхоза «Горшиха» (Ярославский район Ярославской области); Герой Социалистического Труда.

## Биография
Родился в деревне Кузьмино в трёх километрах от села Медягино (ныне — в Ярославском районе Ярославской области) в семье потомственного плотника и столяра Георгия Николаевича и его жены Анастасии Иосифовны. У Александра был старший и три младших брата и младшая сестра Зоя. Подрастая, старался вникать в ремесло отца.
В 1933 году, когда тринадцатилетний Александр учился в шестом классе, тяжело заболел и умер его отец. Пришлось идти работать в полеводческую бригаду. В январе 1941 года призвали в армию. Воевал на Ленинградском фронте, был ранен. Демобилизован в 1946 году. На фронте погибли три его брата, от болезни умерла сестра, заведовавшая во время войны Медягинской молочно-товарной фермой
Председатель колхоза Илья Иванович Абросимов уговорил Александра Георгиевича заведовать Медягинской фермой. За время войны вместо старого сарая с 15 коровами был построен просторный коровник на 10 групп по 8 коров в каждой; трудились же теперь на ферме 17—20-летние девушки. Будучи хорошим хозяйственником, Малышев вскоре стал разбираться и в скотоводстве, внося конкретные предложения. В 1949 году он оказался среди 6 колхозников, награждённых званием Героя Социалистического Труда. После руководил строительством новой фермы на 120 голов в Медягине, коровника и конюшни в Бисерове, телятника в Чакарове, а также птичника, овчарни, силосных башен и других колхозных объектов.
На одной из строек получил травму головы от упавшей балки, усилилось хроническое заболевание — пришлось оставить работу заведующего и устроиться на пилораму. Несколько лет возглавлял ревизионную комиссию колхоза, был депутатом сельсовета.